# Club Odisea Tenerife
El Club Deportivo Odisea Tenerife es un club deportivo de gimnasia rítmica de la ciudad española de Santa Cruz de Tenerife. Tiene su denominación actual desde 2003, aunque sus orígenes se remontan a finales de los 70. Compite en diversas categorías tanto a nivel autonómico como nacional. Entrena en el Pabellón Municipal Ana Bautista, situado en el barrio de Duggi.

## Historia

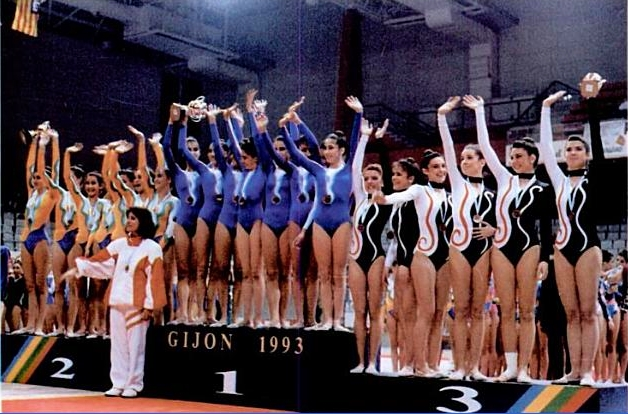
La Escuela de Gimnasia Cepsa-Tenerife con el oro en el podio de 1ª categoría del Campeonato de España de Conjuntos en Gijón (1993).

Hacia finales de los 70, Nelva Estévez y Gloria Cáceres comenzaron a difundir la gimnasia rítmica en la isla de Tenerife. Inicialmente comenzaron a entrenar bajo el nombre de Club Avia a un grupo de niñas. Avia era la principal empresa patrocinadora del equipo. En 1982 se creó la Escuela Provincial, y debido a la amplia demanda, en 1983 el Ayuntamiento de Santa Cruz de Tenerife creó la Escuela Municipal de Gimnasia Rítmica, contando también con la entrenadora búlgara Margarita Tomova.
En 1988, con el fin de mejorar el rendimiento de las gimnastas, se creó la Escuela de Tecnificación Insular con el apoyo del Cabildo de Tenerife, el Gobierno de Canarias, la Federación Canaria de Gimnasia y el Ayuntamiento. La Escuela tendría su sede en el antiguo Teatro San Martín y para entonces contaba con unas 60 gimnastas de 6 a 16 años. Desde 1991 hasta 2003 llevó el nombre de Escuela de Gimnasia Cepsa-Tenerife. En 1996, pasaron a entrenar en el Pabellón Municipal Ana Bautista. En ese momento Nelva Estévez era la directora del club y contaba con Mari Paz Cruz en el cuerpo técnico.
En 2003 el equipo técnico de la Escuela creó finalmente el actual Club Odisea Tenerife, con Nelva Estévez como presidenta.

## Gimnastas del club que han integrado la selección nacional

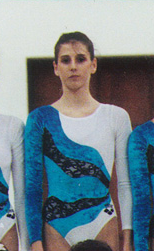
Isabel Gómez, campeona del mundo (1991) y bicampeona de Europa (1992).

- Graciela Yanes (como Club Avia, Escuela Provincial y Escuela Municipal)
- Ana Bautista (como Escuela Provincial, Escuela Municipal y Escuela de Tecnificación)
- Eva Martín (como Escuela Municipal)
- Isabel Gómez Pérez (como Escuela Municipal y Escuela de Tecnificación)
- Claudia Pérez (como Escuela de Gimnasia Cepsa-Tenerife)
- Tania Pacheco (como Escuela de Gimnasia Cepsa-Tenerife)
- Adassa Ramos (como Escuela de Gimnasia Cepsa-Tenerife)
- Judith Chinea (como Club Odisea Tenerife)

## Palmarés

### Como Club Odisea Tenerife
- Conjunto de 1ª categoría: bronce en la general y bronce en la final por aparatos de 2010 y oro en la general de 2012 en el Campeonato de España de Conjuntos de Gimnasia Rítmica.